# Alfonso Pedraza
Alfonso Pedraza Sag (ur. 9 kwietnia 1996 w San Sebastián de los Ballesteros) – hiszpański piłkarz występujący na pozycji pomocnika w Villarreal CF.